# Hypena indistincta
Hypena indistincta är en fjärilsart som beskrevs av Alfred Ernest Wileman 1915. Hypena indistincta ingår i släktet Hypena och familjen nattflyn. Inga underarter finns listade i Catalogue of Life.